# 고요의 바다

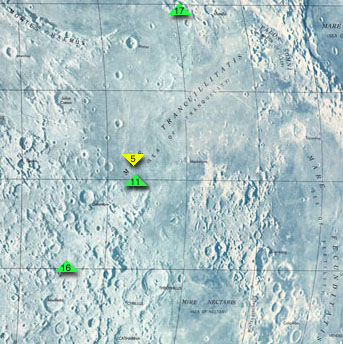
고요의 바다 지도. 아폴로 11호와 아폴로 16호, 아폴로 17호, 서베이어 5호가 착륙한 위치가 표시되어 있다.

고요의 바다(라틴어: Mare Tranquillitatis, 영어: Sea of Tranquility)는 달의 표면에 있는 달의 바다이다.
1965년 레인저 8호 우주선이 고요의 바다에 충돌했다. 마지막 23분 동안 7,137 장의 달 사진을 전송했다. 고요의 바다는 인류 최초로 아폴로 11호 달착륙선이 착륙한 장소이기도 하다. 착륙 장소인 0.8° N, 23.5° E은 고요의 기지로 명명되었고, 기지 북쪽의 세 충돌구에는 아폴로 11호의 우주인 이름을 따서 올드린, 콜린스, 암스트롱이라는 이름이 붙었다.
직경은 873km이다.